# Нижний Алзак
Нижний Алзак — посёлок в Таштагольском районе Кемеровской области. Входит в состав Усть-Кабырзинского сельского поселения.

## География
Центральная часть населённого пункта расположена на высоте 491 метров над уровнем моря.

## Население
По данным Всероссийской переписи населения 2010 года, в посёлке Нижний Алзак проживает 9 человек (5 мужчин, 4 женщины).